# Српска православна црква Светог Николе у Иригу
Српска православна црква Светог Николе у Иригу је подигнута 1732. године у традицији српске средњовековне архитектуре комбиноване са барокним елементима. Представља споменик културе од великог значаја.

## Изглед
Црква је посвећена Светом Николи, изграђена је као једнобродни храм, засведен полуобличастим сводом, има куполу над централним делом коју носе четири слободна ступца и споља и изнутра петострану апсиду у ширини брода. Барокни торањ дозидан је уз западно прочеље. Хоризонтална подела фасада истакнута је кордонским венцем и низом слепих аркада, а стране дванаестостраног тамбура украшене су колонетама. Старије сликарство развијеног програма, на високој олтарској прегради извео је, како се претпоставља, 70-тих година 18. века Василије Остојић, мајстор формиран под утицајем руског црквеног барока.
Иконостас је 1827. године обновио и допунио новим иконама Георгије Бакаловић. Иконе на архијерејском и Богородичином трону рад су непознатог мајстора из друге половине 18. века. Зидно сликарство из 1749. године очувано је у калоти куполе, на пандантифима и на чеоној страни лукова на своду цркве. Стилски и иконографски неуједначено и конзерваторски необрађено, представља рад непознатог аутора. Делимично је прекривено накнадним зидним сликама Димитрија Посниковића из 1886/1887. године.